# گلستان (وحدت)
گلستان (نام پیشین: قره‌سو)  جماعت و شهرکی در کشور تاجیکستان است که در ناحیهٔ وحدت ناحیه‌های تابع جمهوری قرار دارد. جمعیت این جماعت ۲۵٬۵۱۳ نفر است.